# Borșa (fiume)
Il Borșa è un fiume e affluente di sinistra del Someșul Mic. 
| Controllo di autorità | J9U (EN, HE) 987007292866105171 |